# Kinzie Kenner
Kinzie Kenner (California, 22 luglio 1984) è un'ex attrice pornografica statunitense.

## Biografia
Entra nel settore del cinema pornografico nel 2003 all'età di 19 anni, dopo aver lavorato come modella sul web.
Nel 2005 si sottopone ad un intervento chirurgico di plastica al seno. Nel 2008 è una delle svariate attrici che appaiono nel video della canzone Who's Your Daddy? del rapper Necro.

## Riconoscimenti
- XRCO Award
  - 2006 – Cream Dream[6]

## Filmografia
- Amateur Angels 12 (2003)
- Asseaters Unanimous 1 (2003)
- Brand New 2 (2003)
- Campus Confessions 6 (2003)
- Cum Dumpsters 4 (2003)
- Hellcats 1 (2003)
- Hook-ups 3 (2003)
- Intensities In 10 Cities 1 (2003)
- Lingerie 2 (2003)
- Oral Adventures of Craven Moorehead 19 (2003)
- Pussy Foot'n 6 (2003)
- Three Timing (2003)
- Who's Your Daddy 2 (2003)
- Young As They Cum 12 (2003)
- Barely Legal Corrupted 1 (2004)
- Blow Me Sandwich 6 (2004)
- More Dirty Debutantes 289 (2004)
- Naughty Naturals 3 (2004)
- Sex With Young Girls 7 (2004)
- Teanna Kai's Club House (2004)
- Who's Your Daddy 6 (2004)
- Young Guns (2004)
- Young Natural Breasts 7 (2004)
- Barefoot Confidential 38 (2005)
- Barely 18 23 (2005)
- Barely Legal Innocence 3 (2005)
- Big Wet Asses 7 (2005)
- Camp Cuddly Pines Power Tool Massacre (2005)
- College Guide How to Get More Pussy (2005)
- Cumfixation 1 (2005)
- Cytherea Iz Squirtwoman 3 (2005)
- De-Briefed 1 (2005)
- Face Blasters 3 (2005)
- F-ing Teens 1 (2005)
- Fuckeroos (2005)
- Gangbang Auditions 17 (2005)
- Girls Hunting Girls 3 (2005)
- Glazed and Confused 6 (2005)
- Harlot (2005)
- Helen Wheels (2005)
- Her First Lesbian Sex 4 (2005)
- Hook-ups 9 (2005)
- Innocence Wet (2005)
- Jack's Teen America 6 (2005)
- Lil Red Riding Slut (2005)
- Mouth 2 Mouth 4 (2005)
- No Cocks Allowed 1 (2005)
- Not Too Young For Cum 3 (2005)
- Old Fat Fucks Filthy Young Sluts (2005)
- Supersquirt 2 (2005)
- Swallow My Squirt 2 (2005)
- Sweet Tarts 2 (2005)
- Teen Power 12 (2005)
- Teen Sensations 12 (2005)
- Teeny Bopper Club 1 (2005)
- Tight and Fresh 1 (2005)
- Tight Wads (2005)
- Unfaithful Secrets (2005)
- Wet Young Pussies (2005)
- When Strangers Meet (2005)
- Young and Nasty 2 (2005)
- Young Girls' Fantasies 9 (2005)
- 18 Xtra 3 (2006)
- Anal Expedition 9 (2006)
- Ass Addiction 1 (2006)
- Ass Whores From Planet Squirt 2 (2006)
- Asstravaganza 2 (2006)
- Barefoot Maniacs 3 (2006)
- Casey Parker is the Girl Next Door (2006)
- College Guide To Threesomes (2006)
- Cum Buckets 6 (2006)
- Cumstains 7 (2006)
- Deep Indulgence (2006)
- Destination Dirtpipe 2 (2006)
- Dirty Little Secrets (2006)
- Faith's Fantasies (2006)
- For Love, Money Or A Green Card (2006)
- Game (II) (2006)
- Girl In A Box (2006)
- Girl Power (2006)
- Girls Night Out 3 (2006)
- Greatest Squirters Ever (2006)
- Hard Candy 2 (2006)
- Illicit Affairs (2006)
- In The Family (2006)
- Incredible Expanding Vagina (2006)
- Island Fever 4 (2006)
- Jack's Big Tit Show 3 (2006)
- Jack's My First Porn 7 (2006)
- Jack's POV 3 (2006)
- Jack's POV 5 (2006)
- Lascivious Liaisons (2006)
- Lord of the Squirt 1 (2006)
- Mad At Daddy 3 (2006)
- My Sister's Hot Friend 6 (2006)
- No Cocks Allowed 2 (2006)
- Not Too Young For Cum 4 (2006)
- Oral Consumption 8 (2006)
- Pegging 101 (2006)
- Pretty Little Cum Catchers (2006)
- Pure Sextacy 1 (2006)
- Sapphic Liaisons 3 (2006)
- Sex Therapy 2 (2006)
- Shane's World 38: House Party (2006)
- Share My Cock 4 (2006)
- Slut Diaries (2006)
- Storm Squirters 1 (2006)
- Strap Attack 5 (2006)
- Studio 69 (2006)
- Young Girls With Big Tits 7 (2006)
- Younger the Better (2006)
- Addicted To Niko (2007)
- Best Of Gangbang Auditions (2007)
- Big Wet Asses 12 (2007)
- Brunettes Do It Better (2007)
- Girls Hunting Girls 11 (2007)
- Icon (2007)
- Jack's My First Porn 8 (2007)
- Meet the Twins 6 (2007)
- North Pole 64 (2007)
- Pigtails and Big Tits 1 (2007)
- Pump My Ass Full Of Cum 1 (2007)
- Pussy Lickers Paradise 1 (2007)
- Pussy Lickin Lesbians (2007)
- Rockin' Roxy (2007)
- Saturday Night Beaver (2007)
- Team Squirt 1 (2007)
- Teenstravaganza 2 (2007)
- Big Tits at Work 1 (2008)
- I Love Penny (2008)
- Slutty and Sluttier 5 (2008)
- Teen Cuisine Too (2008)
- Barely Legal 99 (2009)
- Blown Away 2 (2009)
- Long Shlongs 2 (2009)
- Monster Dicks for Young Chicks (2009)
- 10 Dirty Ho's (2011)
- Sex Ed 1 (2011)
- It's A Crazy Teen Gang Bang (2012)